# كاسلفينيا بازول: آنكور أوف ذا نايت
كاسلفينيا بازول: آنكور أوف ذا نايت (بالإنجليزية: Castlevania Puzzle: Encore of the Night)‏ ، هي لعبة فيديو من نوع ألغاز وتقمص الأدوار، وشخصيات ألعاب فيديو شبيهة بشخصيات كاسلفينيا: سيمفوني أوف ذا نايت ، ومن بينهم ألوكارد، وهي لعبة نزلت على نظام آي أو إس التابع لمتجر آبل ، ونزلت السنة التي تليها وهي تدعم نظام ويندوز فون.